# Dachsen
Dachsen is een gemeente en plaats in het Zwitserse kanton Zürich, en maakt deel uit van het district Andelfingen.
Dachsen telt 1774 inwoners.